# FNB Stadium
Le FNB Stadium (Afrikaans: ENB-stadion, anciennement Soccer City ou Sokkerstad) est un stade situé à Johannesbourg en Afrique du Sud, dans le quartier de Soweto. C'est l'enceinte sportive principale de la Fédération d'Afrique du Sud de football (SAFA).
La plupart des grands événements du football sud-africain sont joués au FNB Stadium.  C'est ainsi, que ce fut l'une des principales infrastructures pour la Coupe du monde de football de 2010 qui s'est tenue en Afrique du Sud, notamment en y accueillant le match d’ouverture et la finale. Pour l'occasion, des travaux de rénovation ayant commencé en janvier 2007 ont permis de porter la capacité à 94 736 places (disposant de 184 loges) et de construire un toit circulaire aux tribunes. C'est l'un des plus grands stades au monde, considéré par ailleurs comme le meilleur stade d'Afrique[réf. souhaitée].

## Histoire

### Rénovation pour la Coupe du monde de football de 2010
Des dix stades d'Afrique du Sud qui ont accueilli la Coupe du monde de football de 2010, Soccer City était le plus grand.
Construit à Johannesbourg en 1987 pour abriter 80 000 spectateurs, sa capacité peut désormais atteindre 94 736 à l'issue de la rénovation commencée en 2007.
Au programme des travaux : l'élargissement du niveau haut des tribunes, la pose d'un toit circulaire, de nouveaux vestiaires, de nouveaux projecteurs et autres.
Le toit et la façade sont supportés par 120 poteaux inclinés en béton. Inspirée d'une calebasse africaine, la façade est constituée de dalles de six couleurs et trois textures différentes ponctuées de panneaux vitrés et d'ouvertures. Les architectes de ces modifications sont Boogertman & Partners, en partenariat avec le cabinet Populous.
La cérémonie d'ouverture de la Coupe du monde de football de 2010 eut lieu le 11 juin 2010 dans le stade, soit deux heures avant le match d'ouverture du tournoi. Elle a duré 40 minutes, et a impliqué 1 500 artistes.
Le match d'ouverture de la compétition oppose l'Afrique du Sud au Mexique (1-1 avec un but de Siphiwe Tshabalala à la 55e minute et l'égalisation de Rafael Márquez à la 79e minute) lors du premier match de poule du groupe A de la Coupe du monde de football de 2010.

### Après la Coupe du monde de 2010
Le groupe U2 se produit dans le stade le 13 février 2011 dans le cadre de son 360e Tour devant 94 232 spectateurs.

## Événements
- Telkom Charity Cup, 1990 à 2006 et 2010
- Finale de la Coupe d'Afrique du Sud de football (Nedbank Cup), 22 mai 2010
- Coupe du monde de football de 2010
- Coupe d'Afrique des nations de football de 1996
- Demi-finales de la MTN 8, 11 et 25 septembre 2010
- Concert de U2 le 13 février 2011
- Concert de Lady Gaga, dans le cadre de sa 3e tournée mondiale "The Born This Way Ball", le 30 novembre 2012
- Concert de Justin Bieber, dans le cadre de sa 2e tournée mondiale Believe Tour, le 12 mai 2013.
- Cérémonie d'hommage à Nelson Mandela, le 10 décembre 2013
- Concerts des One Direction, dans le cadre de leur 4e tournée mondiale "One The Road Again Tour", le 28 et 29 mars 2015.

### Matches accueillis lors de la Coupe du monde de football de 2010
| Date       | Heure (UTC+2) | Équipe #1      | Rés.             | Équipe #2     | Stade                        | Spectateurs |
| ---------- | ------------- | -------------- | ---------------- | ------------- | ---------------------------- | ----------- |
| 11-06-2010 | 16.00         | Afrique du Sud | 1 – 1            | Mexique       | Groupe A (match d'ouverture) | 84 490      |
| 14-06-2010 | 13.30         | Pays-Bas       | 2 – 0            | Danemark      | Groupe E                     | 83 465      |
| 17-06-2010 | 13.30         | Argentine      | 4 – 1            | Corée du Sud  | Groupe B                     | 82 174      |
| 20-06-2010 | 20.30         | Brésil         | 3 – 1            | Côte d'Ivoire | Groupe G                     | 84 445      |
| 23-06-2010 | 20.30         | Ghana          | 0 – 1            | Allemagne     | Groupe D                     | 83 391      |
| 27-06-2010 | 20.30         | Argentine      | 3 - 1            | Mexique       | 1/8 finale                   | 84 377      |
| 02-07-2010 | 20.30         | Uruguay        | 1(4 - 2 t.a.b.)1 | Ghana         | 1/4 finale                   | 84 017      |
| 11-07-2010 | 20.30         | Pays-Bas       | 0-1 a.p.         | Espagne       | Finale                       | 84 490      |

## Galerie

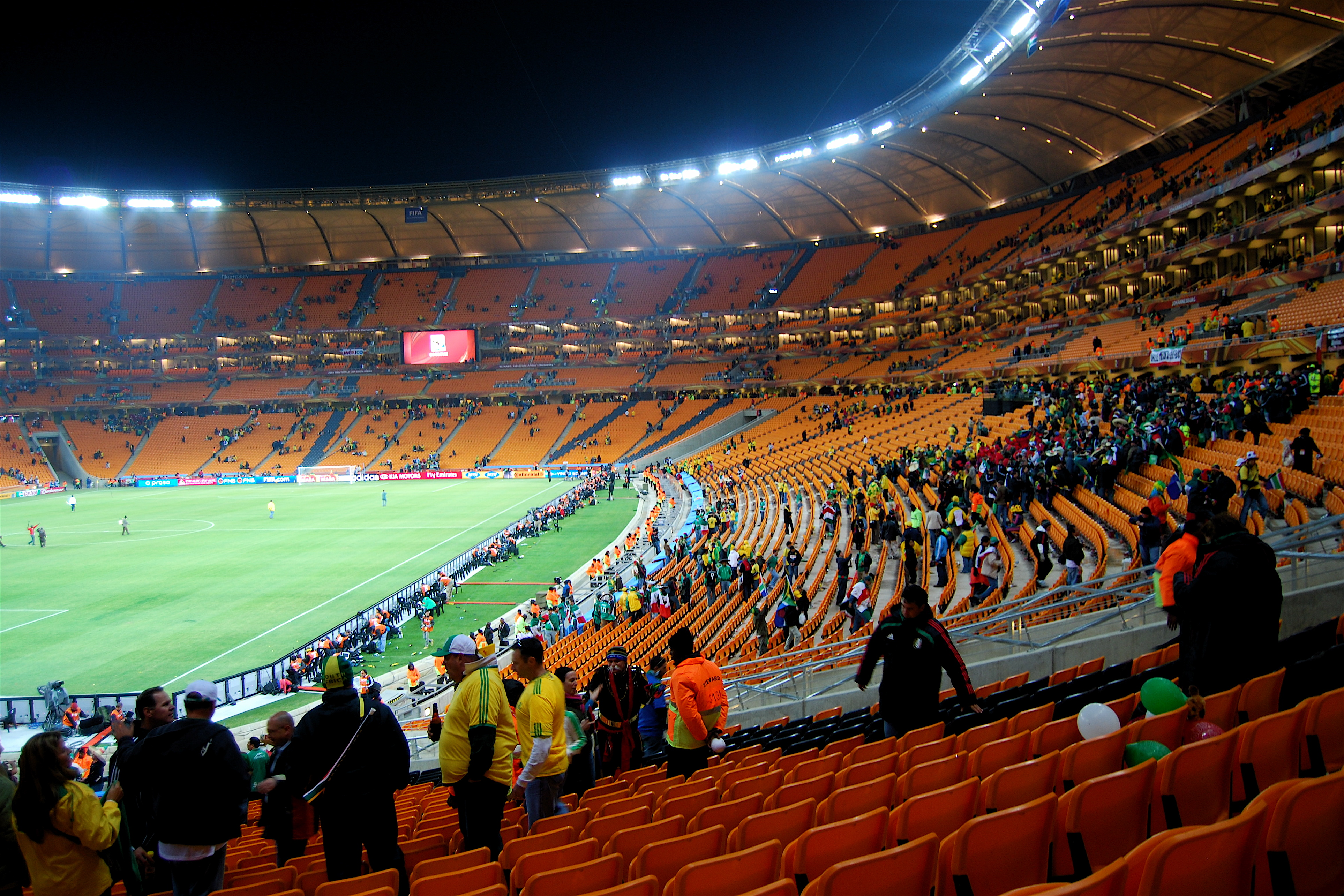
Soccer City avant le match d'ouverture Afrique du Sud VS Mexique
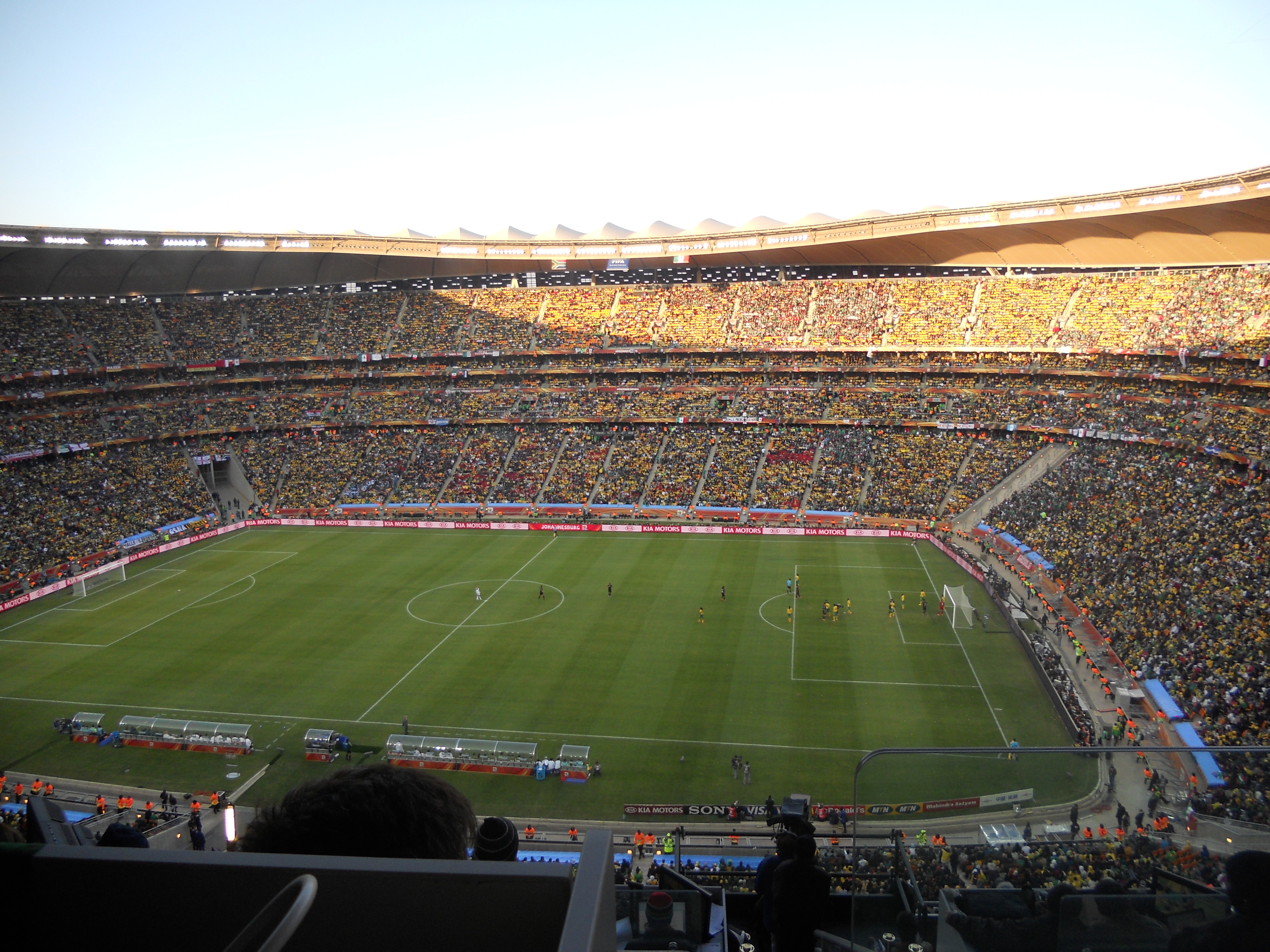
Match d'ouverture Afrique du Sud VS Mexique